# Hyphydrus bistrimaculatus
Hyphydrus bistrimaculatus là một loài bọ cánh cứng trong họ Bọ nước. Loài này được Biström, Hendrich & Kirk-Spriggs miêu tả khoa học năm 1997.